# Бугриш (присілок)
Бугри́ш (рос. Бугрыш, удм. Бугрыш) — присілок в Малопургинському районі Удмуртії, Росія.
Урбаноніми:
- вулиці — Ставкова

## Населення
Населення — 10 осіб (2010; 22 в 2002).
Національний склад станом на 2002 рік:
- удмурти — 45 %
- росіяни — 41 %